# Promachus maculatus
Promachus maculatus là một loài ruồi trong họ Asilidae. Promachus maculatus được Fabricius miêu tả năm 1775.